# Distaplia corolla
Distaplia corolla är en sjöpungsart som beskrevs av Monniot 1975. Distaplia corolla ingår i släktet Distaplia och familjen Holozoidae. Inga underarter finns listade i Catalogue of Life.